# Przyczepa nasiębierna

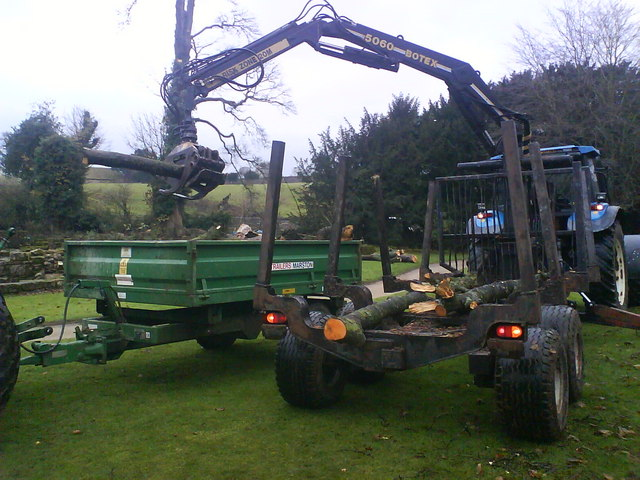
Traktor z przyczepą nasiębierną podczas przeładunku drewna

Przyczepa do zrywki nasiębiernej – przyczepa kłonicowa, bądź z ławą kłonicową, jedno-, lub dwuosiowa, przyczepiana do ciągnika rolniczego, służąca do zrywki drewna. Wyposażona jest w ładowacz (żuraw), umieszczony na niej z przodu, lub zawieszony na ciągniku z chwytakiem i rotatorem, przystosowanym do załadunku drewna stosowego.
Ciśnienie w układzie olejowym ładowacza jest wytwarzane przez pompę, umieszczaną na wałku przekaźnika (WOM) traktora, bądź poprzez przyłączenie przewodów olejowych do układu olejowego ciągnika. Pierwsza metoda jest częściej stosowana, ze względu na większą wydajność pompy na WOM.
Przyczepa posiada od strony zaczepu wysuwane/rozkładane hydraulicznie, podpory stabilizujące i chroniące przyczepę przed wywróceniem podczas załadunku.